# Gewere
Gewere (it. vestire da cui deriva il termine vestitura o investitura). Con questo nome si indica un istituto germanico messo in evidenza da studiosi ottocenteschi, che permetteva il legame materiale tra uomo e terra al di fuori di istituti giuridici. In italiano è traducibile,come atto, in "presa di possesso". Più persone potevano usufruire della terra soggetta a Gewere, dal vero e proprio proprietario al concessionario all'usufruttuario. Tutti i possessori della Gewere godevano delle stesse tutele. Sembra, pertanto, una situazione assai diversa da quella tipica del Medioevo feudale, perché solo il feudatario(o vassallo) godeva di diritti sulla terra lui affidata da un signore più potente, o dal re stesso. 
Secondo gli studiosi ottocenteschi che si sono occupati della Gewere, l'attenzione al possesso materiale invece che all'astratta proprietà da parte dei notai, (nei loro documenti indicata con firmitas) e riferita al territorio italiano del IX-X secolo, derivava proprio dalla Gewere; al contrario, studiosi più recenti affermano che questo atteggiamento dei notai ha origine lontana, da istituti del Basso Impero romano,cioè il periodo altrimenti detto Tarda antichità o Tardo antico e inteso generalmente come l'epoca tra il dominio dell'imperatore Diocleziano, IV secolo d.C., e il VI secolo.